# NGC 7439
NGC 7439 ist eine linsenförmige Galaxie vom Hubble-Typ SB0 im Sternbild Pegasus am Nordsternhimmel. Es ist schätzungsweise 430 Millionen Lichtjahre von der Milchstraße entfernt.
Das Objekt wurde am 9. September 1863 von Albert Marth entdeckt.